# Stockton, Illinois
Stockton là một làng thuộc quận Jo Daviess, tiểu bang Illinois, Hoa Kỳ. Năm 2010, dân số của làng này là 1862 người.

## Dân số
Dân số qua các năm:
- Năm 2000: 1926 người.
- Năm 2010: 1862 người.